# Arundinella
Az Arundinella a perjefélék családjának egyik a trópusi és a szubtrópusi régióban szélesen elterjedt nemzetsége. Az Arundinella nemzetségbe 47 faj tartozik.

## Az Arundinella nemzetségbe tartozó fajok
| - Arundinella barbinodis - Arundinella bengalensis - Arundinella berteroniana - Arundinella birmanica - Arundinella blephariphylla - Arundinella cannanorica - Arundinella ciliata - Arundinella cochinchinensis - Arundinella dagana - Arundinella decempedalis - Arundinella deppeana - Arundinella flavida - Arundinella fluviatilis - Arundinella furva - Arundinella goeringii - Arundinella grandiflora | - Arundinella grevillensis - Arundinella hirta - Arundinella hispida - Arundinella holcoides - Arundinella hookeri - Arundinella intricata - Arundinella khasiana - Arundinella laxiflora - Arundinella leptochloa - Arundinella longispicata - Arundinella mesophylla - Arundinella metzii - Arundinella montana - Arundinella nepalensis - Arundinella nervosa | - Arundinella nodosa - Arundinella parviflora - Arundinella pubescens - Arundinella pumila - Arundinella purpurea - Arundinella ravii - Arundinella rupestris - Arundinella setosa - Arundinella spicata - Arundinella suniana - Arundinella thwaitesii - Arundinella tricholepis - Arundinella tuberculata - Arundinella vaginata - Arundinella villosa - Arundinella yunnanensis |

## Fordítás
Ez a szócikk részben vagy egészben  az   Arundinella című angol Wikipédia-szócikk ezen változatának fordításán alapul.  Az eredeti cikk szerkesztőit annak laptörténete sorolja fel. Ez a jelzés csupán a megfogalmazás eredetét és a szerzői jogokat jelzi, nem szolgál a cikkben szereplő információk forrásmegjelöléseként.